# Kamenný Újezd
Kamenný Újezd là một làng thuộc huyện Rokycany, vùng Plzeňský, Cộng hòa Séc.